# Guido Lollobrigida
Guido Lollobrigida conosciuto anche come Lee Barton e Lee Burton (Roma, 4 settembre 1929 – Roma, 2013) è stato un attore italiano.

## Biografia
Era cugino dell'attrice Gina Lollobrigida.

## Filmografia
- 100.000 dollari per Ringo, regia di Alberto De Martino (1965)
- Upperseven, l'uomo da uccidere, regia di Alberto De Martino (1966)
- Uccidete Johnny Ringo, regia di Gianfranco Baldanello (1966)
- Django spara per primo, regia di Alberto De Martino (1966)
- I due figli di Ringo, regia di Giorgio Simonelli e Giuliano Carnimeo (1966)
- Moresque obiettivo allucinante (Coplan ouvre le feu à Mexico), regia di Riccardo Freda (1967)
- OK Connery, regia di Alberto De Martino (1967)
- Il cobra, regia di Mario Sequi (1967)
- L'uomo, l'orgoglio, la vendetta, regia di Luigi Bazzoni (1967)
- Troppo per vivere... poco per morire, regia di Michele Lupo (1967)
- Preparati la bara!, regia di Ferdinando Baldi (1968)
- Vivo per la tua morte, regia di Camillo Bazzoni (1968)
- Joko - Invoca Dio... e muori, regia di Antonio Margheriti (1968)
- Giugno '44 - Sbarcheremo in Normandia, regia di León Klimovsky (1968)
- Roma come Chicago, regia di Alberto De Martino (1968)
- Cimitero senza croci (Une corde, un colt...), regia di Robert Hossein (1969)
- El "Che" Guevara, regia di Paolo Heusch (1969)
- La legione dei dannati, regia di Umberto Lenzi (1969)
- E Dio disse a Caino..., regia di Antonio Margheriti (1970)
- E venne il giorno dei limoni neri, regia di Camillo Bazzoni (1970)
- Roy Colt & Winchester Jack, regia di Mario Bava (1970)
- La belva, regia di Mario Costa (1970)
- Mio padre monsignore, regia di Antonio Racioppi (1971)
- Quel maledetto giorno della resa dei conti, regia di Sergio Garrone (1971)
- Il giorno del giudizio, regia di Mario Gariazzo (1971)
- Sole rosso (Soleil rouge), regia di Terence Young (1971)
- African Story, regia di Marino Girolami (1971)
- Fratello sole, sorella luna, regia di Franco Zeffirelli (1972)
- I familiari delle vittime non saranno avvertiti, regia di Alberto De Martino (1972)
- Camorra, regia di Pasquale Squitieri (1972)
- Campa carogna... la taglia cresce, regia di Giuseppe Rosati (1973)
- Blu Gang - E vissero per sempre felici e ammazzati, regia di Luigi Bazzoni (1973)
- Number one, regia di Gianni Buffardi (1973)
- Rugantino, regia di Pasquale Festa Campanile (1973)
- Roma rivuole Cesare, regia di Miklós Jancsó (1974)
- L'uomo puma, regia di Alberto De Martino (1980)
- Tom Horn, regia di William Wiard (1980)